# Torneio de Kiev de 1989
o Torneio de Kiev de 1989 foi uma competição de futebol amistosa disputada em Kiev, capital da Ucrânia, região então pertencente a União das Repúblicas Socialistas Soviéticas em 1989, organizada pelo Dínamo de Kiev, com todas as partidas tendo sido disputadas no Estádio Olímpico de Kiev. O Bangu foi convidado na última hora para substituir o Atlético de Madrid, e o campeão foi o Fluminense, em competição que contou também com a Roma.

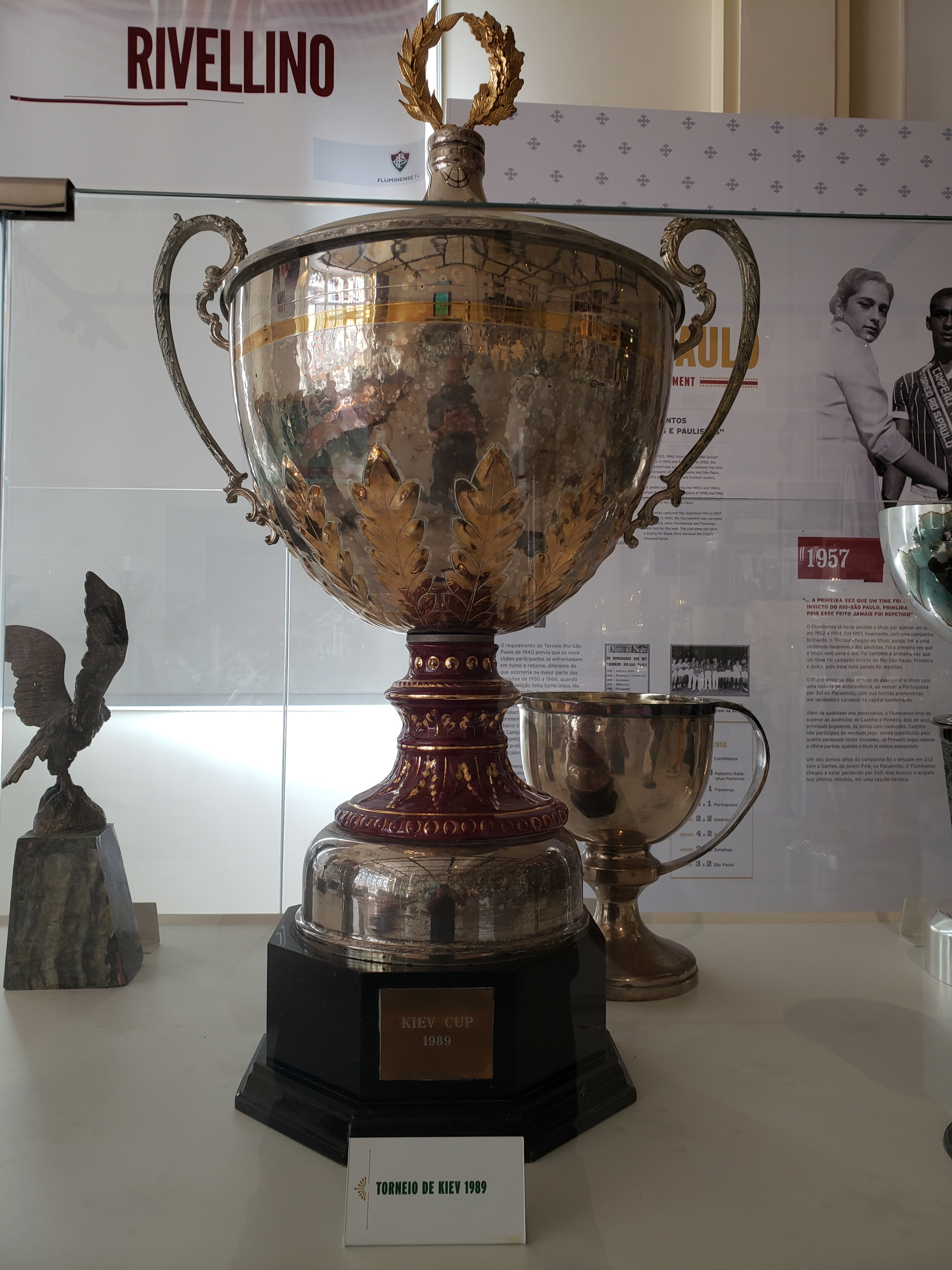
Taça do Torneio de Kiev de 1989.

## Participantes
- Bangu
- Dínamo de Kiev
- Fluminense
- Roma

## Semifinais
12 de agosto
- Roma             0–1 Fluminense
- Dínamo Kiev      0–0 Bangu            [2–4 pên]

## Final
14 de agosto
| Ano  | Final      | Final                             | Final        | Semifinalistas     |
| Ano  | Campeão    | Resultado                         | Vice campeão | Semifinalistas     |
| ---- | ---------- | --------------------------------- | ------------ | ------------------ |
| 1989 | Fluminense | 0–0 (4–2, na disputa de pênaltis) | Bangu        | Dynamo Kiev e Roma |

| Torneio de Kiev de 1989    |
| -------------------------- |
| Fluminense Campeão Invicto |